# Joan Carrera i Dellunder
Joan Carrera i Dellunder   (Torroella de Montgrí, 16 d'agost de 1889 - Girona, 6 de novembre de 1952) fou un artista català, pare del també artista Ramon Maria Carrera Savall.
Fill de Conrad Carrera i Roger, metge de Banyoles, i de Josepa Dellunder i Martí, va néixer a Toroella de Montgrí, però ben aviat es traslladà a Barcelona amb la seva família, al carrer Bonsuccés. Va estudiar als Jesuïtes i l'any 1909 entrà a l'Escola de Belles Arts de la Llotja on compartí estudis amb Enric Monjo i Frederic Marés, entre altres companys.
El 1910 guanyà una beca i borsa de viatge per ampliar els seus estudis a París i Brussel·les, on va ser deixeble del mestre Rambeaud, i un any després participà en l'exposició de Belles Arts de Barcelona amb l'obra Pensant-se'n una, amb la qual va obtenir una menció honorífica. El 1914 obtingué una plaça de dibuixant a l'Institut d'Estudis Catalans i col·laborà amb l'arquitecte Josep Puig i Cadafalch. L'any 1917 es casà amb Francesca Savall a l'església barcelonina de Betlem.
A causa de la mort prematura dels seus germans grans, heretà la casa pairal de Banyoles on traslladà la seva residència l'any 1922. A Banyoles va crear una escola dedicada a l'ensenyament artístic. D'aquesta època és l'obra "El nàufrag", una escultura en memòria dels ofegats a l'estany i en homenatge al seu germà Martí.
L'any 1930 fou nomenat professor d'escultura de l'Escola Municipal de Belles Arts de Girona i fixà el seu domicili en aquesta ciutat, primer al carrer Figuerola i posteriorment a la plaça del Vi on va obrir una Acadèmia d'Arts. Des de 1931 fins a 1948 va treballar com a dibuixant a l'editorial Dalmau Carles Pla. Fou director de l'Escola Municipal de Belles Arts de Girona fins a la seva mort, però també ensenyà en altres centres escolars de la ciutat. Entre els seus alumnes podem citar Lluís Molins, Torres Monsó, Domènec Fita, Pere Planells, Enric Barber, Ramon Carrera, Vila Fabrega, Antoni Perpiñà o Angel Marcó.
Al marge del seu treball docent, també va deixar una àmplia producció artística com a escultor i dibuixant. Entre les seves obres podem destacar les imatges de Sant Martirià i Sant Antoni a Banyoles, el Bust de Juli Garreta de la Devesa de Girona, o la Minerva encarregada pel Banc Hispano-Americà per a la façana de la seva seu a la plaça del Marques de Camps de la mateixa població. També va realitzar encàrrecs polítics d'ideologia diversa, com el bust de Durruti, el de l'alcalde de Girona Jaume Bartrina, els relleus sobre la Guerra Civil, etc.
Va morir a Girona el 6 de novembre de 1952, a l'edat de 63 anys, després d'una llarga malaltia.

## Fons fotogràfic.
El Centre de Recerca i Difusió de la Imatge (CRDI) de l'Ajuntament de Girona conserva un conjunt de documentació fotogràfica creada per l'escultor i professor de dibuix Joan Carrera Dellunder. Es tracta de fotografia d'afeccionat, bàsicament retrats familiars. El fons inclou també algunes imatges relacionades amb la seva activitat professional com a escultor. El fons fou llegat a la ciutat a iniciativa del seu net Jordi S. Carrera, fotògraf il·lusionògraf de Girona. (www.jscarrera.com).
1. 1 2  Radressa i Casanovas, Joan «Torroellencs il·lustres. L'escultor Joan Carrera i Dellunder (1889-1952)». Llibre de la Festa Major de Torroella de Montgrí, [en línia], 1993, pàg. 5-9.
2. ↑   «Joan Carrera i Dellunder: creador de la primera Escola d'Art de la província». Els Colors del Pla de l'Estany, 139, 7-2011, pàg. 46.
3. ↑  «Art al carrer. Quatre relleus sobre la Guerra Civil». [Consulta: 7 abril 2020].
4. ↑   «Necrológicas». Los Sitios, 08-11-1952, pàg. 5.
5. ↑  «Servei de Gestió Documental, Arxius i Publicacions. Guia de fons. Joan Carrera Dellunder». [Consulta: 7 abril 2020].